# Pascal Guyot
Pour les articles homonymes, voir Guyot.
Pascal Guyot, né le 26 décembre 1959 à Belfort, est un coureur cycliste français, professionnel de 1981 à 1984. Frère ainé d'Éric Guyot, autre coureur cycliste professionnel français.

## Biographie
Sa première année professionnelle est sans résultat, excepté une 5e place dans la 10e étape du Tour de l'Avenir.
Sa saison 1982 commence nettement mieux. Après une 6e place dans le Grand Prix de Monaco et une 2e sur Nice-Alassio, il est 10e dans le Tour méditerranéen puis 9e du Grand Prix d'Antibes. Il est de la grande échappée de Milan-San Remo d'où émergea le duo français victorieux, Marc Gomez devant son coéquipier de La Redoute Alain Bondue. Pascal Guyot parvint à San Remo en 24e position. Peu après il s'illustre en Belgique en terminant 6e d'À travers la Belgique. Il termine cette bonne période en étant 6e dans le Circuit de l'Indre. Il prépare son premier Tour de France sur les routes du Grand Prix du Midi libre et du Tour de l'Aude en se classant 37e et 68e.
Il est donc sélectionné à l'été pour le Tour de France. À Paris, il sera 96e.
En 1983 il commence l'année par une 10e place dans le Grand Prix d'Aix-en-Provence avant de terminer à une belle 2e position dans la 6e étape de Paris-Nice. En avril, il est 5e du Grand Prix de Denain et 30e des Quatre Jours de Dunkerque. Il prépare ce qui va être son dernier Tour de France sur les routes du Grand Prix du Midi libre (48e). Sur le Tour, la course tourne au calvaire lors de la 3e étape. Piqué par un moustique à la lèvre supérieure, il ne peut plus s'alimenter, et, vidé de ses forces, il est contraint à l'abandon le lendemain dans la 4e étape.
Mais la saison n'est pas terminée, et, sur le Tour de l'Avenir, il prend la bonne échappée lors de la 6e étape qu'il terminera 3e et, au terme de cette épreuve, il sera récompensé par une superbe 4e place d'une course remportée par Olaf Ludwig.
Hélas, cette belle performance n'aura pas de suite. En 1984, il signe dans l'équipe Peugeot, mais cette dernière saison sera un échec cuisant. Il sera classé 30e aux Quatre Jours de Dunkerque, 40e au Critérium du Dauphiné libéré et 26e sur le Tour de Suède. Il n'est pas retenu pour le Tour de France.
Il signe bien en 1985 un contrat avec l'équipe Skil-Sem-Kas-Miko de Jean de Gribaldy, mais c'est juste pour mettre cette équipe en règle avec son effectif, il ne courra plus en compétition professionnelle.

## Palmarès
- Amateur
  - 1974-1980 : 60 victoires
- 1977
  - 3e du championnat de France sur route juniors
- 1978
  - Champion de Franche-Comté sur route
  - 2e de la Ronde de Haute-Saône
  - 3e du Critérium du Printemps
- 1979
  - Trois étapes du Tour de La Réunion
  - 2e du Tour de La Réunion
  - 3e de Paris-Bagnoles-de-l'Orne
- 1980
  - Champion de Franche-Comté sur route
  - Paris-Auxerre
  - 2e du Tour de la Moyenne-Alsace
  - 2e du Circuit des Mines
  - 2e de Paris-Barentin
  - 3e de Paris-Troyes
  - 3e du Tour de Franche-Comté
  - 3e du Manx Trophy
- 1982
  - 2e de Nice-Alassio
- 1983
  - 4e du Tour de l'Avenir

## Résultats sur les grands tours

### Tour de France
2 participations 
- 1982 : 96e
- 1983 : abandon (4e étape)